# Acalypha dioica
Acalypha dioica är en törelväxtart som beskrevs av Sereno Watson. Acalypha dioica ingår i släktet akalyfor, och familjen törelväxter. Inga underarter finns listade i Catalogue of Life.